# Globe Life Field
Globe Life Field is het honkbalstadion van de Texas Rangers uitkomend in de Major League Baseball.
De opening van het nieuwe stadion was gepland op 23 maart 2020, maar werd in verband met de Coronacrisis in de Verenigde Staten door het coronavirus COVID-19 voor onbepaalde tijd uitgesteld. Het eerste evenement werd op 29 mei 2020 gehouden, namelijk feestelijke diploma uitreikingen voor leerlingen van de Jack E. Singley Academy high school uit Irving. De Globe Life and Accident Insurance Company, een dochteronderneming Globe Life uit McKinney, bezit de naamgevingsrechten van het stadion tot 2048. Het stadion bevindt zich net ten zuiden van Globe Life Park en de East Randol Mill Road in Arlington. 

## Feiten
- Geopend: 29 mei 2020
- Ondergrond: Kunstgras (Shaw Sports Turf, ook wel Shaw Sports B1K genoemd)
- Constructiekosten: 1,1 miljard US $
- Architect(en): HKS Inc. / VLK Architects
- Bouwer: Walter P Moore
- Capaciteit: 40.300
- Adres: Globe Life Field, 734 Stadium Drive, Arlington, TX 76011 (U.S.A.)

## Veldafmetingen honkbal
- Left Field: 329 feet (100,3 meter) – eert Adrián Beltré, wiens nummer 29 werd uitgeschakeld door de Rangers
- Left Field, net binnen de foutlijn: 334 feet (101,8 meter) – eert Nolan Ryan, wiens nummer 34 werd uitgeschakeld door de Rangers
- Left Center Field: 372 feet (113,4 meter) – eert het seizoen 1972 van de Rangers, de eerste van het team in Arlington
- Diepste Afstand (links en rechts van Center Field): 410 feet (125,0 meter) – eert Michael Young, wiens nummer 10 werd uitgeschakeld door de Rangers
- Center Field: 407 feet (124,1 meter) – eert Iván Rodríguez, wiens nummer 7 werd uitgeschakeld door de Rangers
- Right Center Field: 374 feet (114 meter) – eert het seizoen 1974 van de Rangers, het eerste waarin het team meer overwinningen dan verliezen boekte
- Right Field: 326 feet (99,4 meter) – eert Johnny Oates, wiens nummer 26 werd uitgeschakeld door de Rangers
- Back Stop: 42 feet (12,8 meter) – eert Jackie Robinson, wiens nummer 42 werd teruggetrokken door Major League Baseball